# Vittorina Vivenza
Vittorina Vivenza (* 6. Juni 1912 in Villalba; † 3. April 2007 in Aosta) war eine italienische Diskuswerferin, Weitspringerin und Sprinterin.
Bei den Olympischen Spielen 1928 wurde sie Sechste in der 4-mal-100-Meter-Staffel. 1930 gewann sie im Diskuswurf Bronze bei den Frauen-Weltspielen.
Dreimal wurde sie Italienische Meisterin im Diskuswurf (1928–1930) und einmal im Weitsprung (1927).

## Persönliche Bestleistungen
- 100 m: 13,8 s, 1927
- Diskuswurf: 35,38 m, 6. Oktober 1929, Turin